# Liste des gares de l'Ardèche
La liste des gares de l'Ardèche est une liste des gares ou haltes ferroviaires situées dans le département de l'Ardèche, en région Auvergne-Rhône-Alpes.
Toutes ces gares sont fermées au transport de voyageurs. La plupart de ces dernières ont été désaffectées, mais certaines ont été réaffectées (habitations, restaurants, tourisme, etc.) et d'autres ont été totalement détruites.
Cette liste n'est pas exhaustive.

## Gares de l'ancienne compagnie des chemins de fer de Paris à Lyon et à la Méditerranée

### Gares de la ligne de Givors-Canal à Grezan
Certaines de ces gares peuvent exceptionnellement être utilisées pour le transport de FRET ou pour la desserte de voyageurs, notamment lorsque la rive gauche du Rhône est indisponible pour assurer le déplacement des trains.
- Gare d'Andance
- Gare d'Arras-sur-Rhône
- Gare d'Ozon
- Gare de Baix
- Gare de Beauchastel
- Gare de Bourg-Saint-Andéol
- Gare de Charmes-Saint-Georges-les-Bains
- Gare de Châteaubourg
- Gare de Cruas
- Gare de Guilherand-Granges
- Gare de La Combette
- Gare de La Voulte-sur-Rhône
- Gare de Limony
- Gare de Mauves
- Gare de Meysse
- Gare de Peyraud
- Gare du Pouzin
- Gare de Rochemaure
- Gare de Saint-Désirat-Champagne
- Gare de Saint-Just-Saint Marcel
- Gare de Saint-Montant
- Gare de Saint-Peray
- Gare de Sarras
- Gare de Serrières
- Gare de Soyons
- Gare du Teil
- Gare de Tournon-sur-Rhône
- Gare de Vion
- Gare de Viviers

### Gares de la ligne de Firminy à Saint-Rambert-d'Albon
- Gare d'Annonay
- Gare de Boulieu-lès-Annonay
- Gare de Peyraud
- Gare de Saint-Marcel-lès-Annonay
- Gare de Vernosc-lès-Annonay

### Gares de la ligne du Pouzin à Privas
- Gare d'Alissas
- Gare de Chomérac
- Gare du Pouzin
- Gare de Privas
- Gare de Saint-Lager-Bressac

### Gares de la ligne du Teil à Alès
- Gare d'Aubignas
- Gare de Balazuc
- Gare de Beaulieu-Berrias
- Gare du Frigolet
- Gare de Grospierres
- Gare de Pradons
- Gare de Ruoms
- Gare de Saint-Germain
- Gare de Saint-Jean-le-Centenier
- Gare de Saint-Paul-le-Jeune
- Gare de Sampzon
- Gare du Teil
- Gare de Vogüé

### Gares de la ligne de Saint-Sernin à Largentière
- Gare de La Chapelle-Vinezac
- Gare de Largentière
- Gare de Saint-Sernin
- Gare de Uzer-Joyeuse

### Gares de la ligne de Vogüé à Lalevade-d'Ardèche
- Gare d'Aubenas
- Gare de Labégude-Vals-les-Bains
- Gare de Lalevade-d'Ardèche
- Gare du Pont d'Aubenas
- Gare de Saint-Sernin
- Gare de Vogüé

## Gares des tramways de l'Ardèche

### Ligne 1: Privas - Le Pouzin
- Gare de Coux
- Gare de Flaviac
- Gare des Fonts du Pouzin
- Gare de Privas-Ville
- Gare du Pouzin
- Gare de Saint-Julien-en-Saint-Alban

### Ligne 2: Privas - Aubenas
- Gare d'Aubenas-Ville
- Gare d'Aubenas
- Gare de Béal
- Gare de Grange-Madame
- Gare du Pont d'Aubenas
- Gare du Pont d'Ucel
- Gare de Privas-Ville
- Gare de Saint Privat
- Gare de Saint-Étienne-de-Boulogne
- Gare de Vesseaux
- Gare de Veyras-Ruissol

### Ligne 3: Aubenas - Uzer
- Gare d'Aubenas
- Gare de La Chapelle-Vinezac
- Gare de Lachapelle-Sous-Aubenas
- Gare de Saint-Étienne-de-Fontbellon
- Gare d'Uzer
- Gare de Vinezacl

### Ligne 4: Uzer - Les Vans
- Gare des Assions
- Gare de Bellevue
- Gare du Chassezac
- Gare de Joyeuse
- Gare de La Croisette d'Uzer
- Gare de Lablachère
- Gare de Laurac-en-Vivarais
- Gare de La Ribeyre
- Gare de Rosières
- Gare d'Uzer
- Gare des Vans

### Ligne 5: Les Vans - Saint-Paul-le-Jeune
- Gare des Avelas
- Gare de Chassagnes
- Gare de La Lauze-Banne
- Gare de Saint-Paul-le-Jeune
- Gare des Vans

### Ligne 6: Uzer - Largentière
- Gare de La Croisette d'Uzer
- Gare de Largentière
- Gare d'Uzer

### Ligne 7: Ruoms - Vallon-Pont-d'Arc
- Gare de Chalamelas
- Gare de Ruoms
- Gare de Saint-Martin
- Gare de Vallon-Pont-d'Arc

### Ligne 8: Vernoux - Saint-Peray
- Gare de Alboussière
- Gare de Boffres
- Gare de Châteauneuf-de-Vernoux
- Gare du Fringuet
- Gare de La Justice
- Gare de Moulin-Foriel
- Gare du Pin
- Gare de Saint-Péray-Ville
- Gare de Sauzet
- Gare de Vernoux-en-Vivarais